# Hehlen (Dolna Saksonia)
Hehlen – miejscowość  i gmina w Niemczech, w kraju związkowym Dolna Saksonia, w powiecie Holzminden, należy do gminy zbiorowej Bodenwerder-Polle.